# تشارلز إيكلس
تشارلز إيكلس (بالإنجليزية: Charles Eccles)‏ (20 أغسطس 1843 في المملكة المتحدة - 21 فبراير 1890 في الهند) هو لاعب كريكت بريطاني (وحمل سابقاً جنسية المملكة المتحدة لبريطانيا العظمى وأيرلندا). لعب مع نادي مقاطعة هامبشاير للكريكت ‏.

## وصلات خارجية
- تشارلز إيكلس على موقع إي آس بي آن كريك إنفو (الإنجليزية)